# Dinotrema longus
Dinotrema longus är en stekelart som först beskrevs av Wu och Chen 1998.  Dinotrema longus ingår i släktet Dinotrema och familjen bracksteklar. Inga underarter finns listade i Catalogue of Life.